# 달성로
달성로(Dalseong-ro)는 대구광역시 중구 대신동 신남네거리 에서 달성동 달성네거리 를 잇는 대구광역시의 도로이다.

## 주요 경유지
대구광역시
- 중구 (대신동 .달성동)

## 노선
| 이름            | 접속 노선     | 소재지        | 소재지        | 비고          |
| 남산로와 직결   | 남산로와 직결 | 남산로와 직결 | 남산로와 직결 | 남산로와 직결 |
| --------------- | ------------- | ------------- | ------------- | ------------- |
| 신남네거리      | 국채보상로    | 대구광역시    | 중구          |               |
| 달성공원 교차로 | 북성로        | 대구광역시    | 중구          |               |
| 달성네거리      | 북비산로      | 대구광역시    | 중구          |               |
| 원대로와 직결   |               |               |               |               |

## 주요 건물 및 시설
- 이마트24 대구대신점 (달성로 23/대신동 987)
- 서문시장역 (달성로 50/대신동 115-1)
- 파리바게트 서문시장역점 (달성로 51/대신동 115-310)
- 계명대학교 대구동산병원 (달성로 56/동산동 194)
- GS25 대구동산병원점 (달성로 56/동산동 194)
- 성내3동행정복지센터 (달성로 111/달성동 229-28)
- 달성공원역 (달성로 116/수창동 104-13)
- CU 달성공원역점 (달성로 123/달성동 12-11)
- 뚜레쥬르 대구달성공원역점 (달성로 123/달성동 12-11)
- 새마을금고 성내새마을금고 달성동지점 (달성로 123/달성동 12-11)